# Буланже, Юрий Дмитриевич
Юрий Дмитриевич Буланже (28 июля (10 августа) 1911 года, Москва — 2 июня 1997, Москва) — геофизик, член-корреспондент АН СССР (1966).

## Биография
Юрий Дмитриевич Буланже родился 28 июля 1911 года в Москве в семье техника-строителя.
В 1934 году окончил Московский институт геодезии, аэрофотосъемки и картографии. Докторскую диссертацию защитил в 1953 году.
Место работы: по окончании института работал в Институте физики Земли АН им. О. Ю. Шмидта, преподавателем в Московском институте геодезии, аэрофотосъемки и картографии (профессор кафедры гравиметрии и геофизики МИИГАиК).
Область научных интересов: исследования в области гравиметрии, высокоточные измерения силы тяжести, изучение движения земной коры
В 1971—1975 годах был президентом Международной геодезической ассоциации (МАГ).
Семья: жена, двое сыновей.
Скончался в 1997 году в Москве. Похоронен на Котляковском кладбище Москвы.

## Труды
Юрий Дмитриевич Буланже — автор около 350 научных работ, включая 17 авторских свидетельств на изобретения.
- Буланже Ю. Д. Избранные труды. М., 1998.
- Формулы для вычисления ошибок гравиметрической связи двух пунктов при многократных измерениях, выполненных группой гравиметров, «Изв. АН СССР». Сер. геофизическая, 1956, № 7:
- По поводу изучения современных движений земной коры на стационарных полигонах, в книге: Современное движение земной коры, № 2, Тарту, 1965.